# Beijing Guoan (Superleague Formula)
Beijing Guoan was een Chinees racingteam dat deelnam aan de Superleague Formula. Het team is gebaseerd op de voetbalclub Beijing Guoan dat deelneemt aan de Chinese Football Association Super League.

## 2008
In 2008 reed de Italiaan Davide Rigon voor Beijing Guoan, dat werd gerund door voormalig Formule 1-constructeur Zakspeed. Hij won het kampioenschap met 413 punten.
Op Donington Park behaalde hij de eerste pole positon, overwinning en snelste ronde van de Superleague Formula.
De enige keer dat Beijing Guoan uitviel was in de eerste race op Circuit Zolder waar hij met de bolide van AC Milan (Robert Doornbos) botste. Met dank aan het feit dat de gehele grid omgekeerd wordt bij de tweede race, won Rigon de tweede race op Zolder. Hun laatste overwinning was in de eerste race op Vallelunga waar ze ook de snelste ronde neerzetten.

## 2010
In 2009 stond Beijing Guoan niet aan de start, maar in 2010 keerden ze weer terug op de grid vanaf de ronde op Assen. John Martin is de coureur en Alan Docking Racing de constructeur.